# Comuna Manne, Voznesensk
Manne (în ucraineană Манне) este o comună în raionul Voznesensk, regiunea Mîkolaiiv, Ucraina, formată din satele Manne (reședința), Nove, Oceakivske și Țvitkove.

## Demografie
Componența lingvistică a comunei Manne
     Ucraineană (91,89%)
     Rusă (6,6%)
     Alte limbi (1,51%)
Conform recensământului din 2001, majoritatea populației comunei Manne era vorbitoare de ucraineană (91,89%), existând în minoritate și vorbitori de rusă (6,6%).